# تل سرچشمه بناب
تل سرچشمه بناب مربوط به سده‌های متاخر دوران‌های تاریخی پس از اسلام است و در شهرستان خرم بید، بخش مشهد مرغاب، دهستان شهید آباد، کنار جاده آسفالته، شمال سرچشمه بناب واقع شده و این اثر در تاریخ ۷ اسفند ۱۳۸۶ با شمارهٔ ثبت ۲۱۴۵۴ به‌عنوان یکی از آثار ملی ایران به ثبت رسیده است.